# Championnat d'Amérique du Nord féminin de volley-ball 2009
Navigation
Édition précédente Édition suivante
Le 21e championnat d'Amérique du Nord de volley-ball féminin s'est déroulé 22 septembre 2009 au 27 septembre 2009 à Bayamón, Porto Rico. Il a mis aux prises les huit meilleures équipes continentales.

## Équipes présentes
| - Canada - Costa Rica - Cuba - Mexique | - Porto Rico - Rép. dominicaine - États-Unis - Trinité-et-Tobago |

## Poules
| Poule A                                              | Poule B                            |
| ---------------------------------------------------- | ---------------------------------- |
| Canada Porto Rico Rép. dominicaine Trinité-et-Tobago | Costa Rica Cuba Mexique États-Unis |

## Compétition

### Tour préliminaire

#### Poule A
| No | Équipe            | Points | Matches | Matches | Matches | Sets | Sets   | Sets  | Points | Points | Points |
| No | Équipe            | Points | joués   | gagnés  | perdus  | pour | contre | Ratio | pour   | contre | Ratio  |
| -- | ----------------- | ------ | ------- | ------- | ------- | ---- | ------ | ----- | ------ | ------ | ------ |
| 1  | Rép. dominicaine  | 6      | 3       | 3       | 0       | 9    | 1      | 9.000 | 253    | 180    | 1.406  |
| 2  | Porto Rico        | 5      | 3       | 2       | 1       | 7    | 3      | 2.333 | 239    | 219    | 1.091  |
| 3  | Canada            | 4      | 3       | 1       | 2       | 3    | 6      | 0.500 | 203    | 205    | 0.990  |
| 4  | Trinité-et-Tobago | 3      | 3       | 0       | 3       | 0    | 9      | 0.000 | 134    | 225    | 0.596  |

#### Poule B
| No | Équipe     | Points | Matches | Matches | Matches | Sets | Sets   | Sets  | Points | Points | Points |
| No | Équipe     | Points | joués   | gagnés  | perdus  | pour | contre | Ratio | pour   | contre | Ratio  |
| -- | ---------- | ------ | ------- | ------- | ------- | ---- | ------ | ----- | ------ | ------ | ------ |
| 1  | Cuba       | 6      | 3       | 3       | 0       | 9    | 3      | 3.000 | 275    | 213    | 1.291  |
| 2  | États-Unis | 5      | 3       | 2       | 1       | 8    | 3      | 2.667 | 252    | 173    | 1.457  |
| 3  | Mexique    | 4      | 3       | 1       | 2       | 3    | 7      | 0.429 | 184    | 239    | 0.770  |
| 4  | Costa Rica | 3      | 3       | 0       | 3       | 2    | 9      | 0.222 | 187    | 273    | 0.685  |

### Phase finale

#### Classement 1-4
|  | Quarts de finale | Quarts de finale |                  |            | Demi-finales           | Demi-finales |  |  | Finale | Finale |
|  | Quarts de finale | Quarts de finale |                  |            | Demi-finales           | Demi-finales |  |  | Finale | Finale |
|  |                  |                  |                  |            |                        |              |  |  |        |        |
|  |                  |                  |                  |            |                        |              |  |  |        |        |
|  |                  |                  |                  |            |                        |              |  |  |        |        |
|  | États-Unis       | 3                |                  |            |                        |              |  |  |        |        |
|  | États-Unis       | 3                |                  |            |                        |              |  |  |        |        |
|  | Canada           | 1                |                  |            |                        |              |  |  |        |        |
|  | Canada           | 1                | Rép. dominicaine | 3          |                        |              |  |  |        |        |
|  |                  |                  | Rép. dominicaine | 3          |                        |              |  |  |        |        |
|  |                  | États-Unis       | 2                |            |                        |              |  |  |        |        |
|  |                  | États-Unis       | 2                | -          |                        |              |  |  |        |        |
|  |                  |                  |                  |            |                        |              |  |  |        |        |
|  |                  | -                |                  |            |                        |              |  |  |        |        |
|  | Rép. dominicaine | 3                |                  |            |                        |              |  |  |        |        |
|  | Rép. dominicaine | 3                |                  |            |                        |              |  |  |        |        |
|  |                  | Porto Rico       | 2                |            |                        |              |  |  |        |        |
|  | Porto Rico       | Porto Rico       | 2                | 3          |                        |              |  |  |        |        |
|  | Porto Rico       |                  |                  | 3          |                        |              |  |  |        |        |
|  | Mexique          | 0                |                  |            |                        |              |  |  |        |        |
|  | Mexique          | 0                | Cuba             | 2          |                        |              |  |  |        |        |
|  |                  |                  | Cuba             | 2          | Match pour la 3e place |              |  |  |        |        |
|  |                  | Porto Rico       | 3                |            |                        |              |  |  |        |        |
|  |                  | Porto Rico       | 3                | -          |                        |              |  |  |        |        |
|  |                  |                  |                  |            |                        |              |  |  |        |        |
|  |                  | -                |                  | États-Unis | 2                      |              |  |  |        |        |
|  |                  | -                |                  | États-Unis | 2                      |              |  |  |        |        |
|  |                  |                  |                  |            |                        |              |  |  | Cuba   | 3      |
|  |                  |                  |                  |            |                        |              |  |  | Cuba   | 3      |

#### Classement 5-8
|  | Tour de classement | Tour de classement |          |   | 5e place | 5e place |
|  | Tour de classement | Tour de classement |          |   | 5e place | 5e place |
|  |                    |                    |          |   |          |          |
|  |                    |                    |          |   |          |          |
|  |                    |                    |          |   |          |          |
|  | Trinité-et-Tobago  | 0                  |          |   |          |          |
|  | Trinité-et-Tobago  | 0                  |          |   |          |          |
|  | Mexique            | 3                  |          |   |          |          |
|  | Mexique            | 3                  | Mexique  | 0 |          |          |
|  |                    |                    | Mexique  | 0 |          |          |
|  |                    | Canada             | 3        |   |          |          |
|  | Costa Rica         | Canada             | 3        | 0 |          |          |
|  | Costa Rica         |                    |          | 0 |          |          |
|  | Canada             | 3                  |          |   |          |          |
|  | Canada             | 3                  | 7e place |   |          |          |
|  |                    |                    |          |   |          |          |
|  |                    |                    |          |   |          |          |
|  |                    |                    |          |   |          |          |
|  | Trinité-et-Tobago  | 0                  |          |   |          |          |
|  | Trinité-et-Tobago  | 0                  |          |   |          |          |
|  | Costa Rica         | 3                  |          |   |          |          |
|  | Costa Rica         | 3                  |          |   |          |          |

## Classement final
| Place              | Équipe                 |
| ------------------ | ---------------------- |
| Médaille d'or      | République dominicaine |
| Médaille d'argent  | Porto Rico             |
| Médaille de bronze | Cuba                   |
| 4                  | États-Unis             |
| 5                  | Canada                 |
| 6                  | Mexique                |
| 7                  | Costa Rica             |
| 8                  | Trinité-et-Tobago      |

## Distinctions individuelles
- MVP: Prisilla Rivera
- Meilleure marqueuse : Aurea Cruz
- Meilleure attaquante : Nancy Metcalf
- Meilleure contreuse : Nancy Carillo
- Meilleure serveuse : Yanelis Santos
- Meilleure passeuse : Vilmarie Mojica
- Meilleure réceptionneuse : Brenda Castillo
- Meilleure défenseur : Brenda Castillo
- Meilleure libero : Brenda Castillo
- Meilleure espoir : Wilma Salas